# John Phillips (universitaire)
Pour les articles homonymes, voir John Phillips et Phillips.
John Guest Phillips (13 juin 1933 - 14 mars 1987) est un professeur de zoologie de 1967-1979 à l'université de Hull et plus tard vice-chancelier de l'université de Loughborough de 1986-1987. 
Il étudie a l'Université de Liverpool. Élu à la Royal Society en  1981. Il est secrétaire de la Zoological Society of London.